# Crosby, Stills & Nash (альбом)
Crosby, Stills & Nash — дебютный студийный альбом американской фолк-рок супергруппы Crosby, Stills & Nash, выпущенный 29 мая 1969 года на лейбле Atlantic Records. Это единственный релиз группы до включения в её состав Нила Янга. Диск породил два сингла из Топ-40, «Marrakesh Express» и «Suite: Judy Blue Eyes», которые заняли соответственно 28-е место 23 августа 1969 года и 21-е место 6 декабря 1969 года в Billboard Hot 100. Сама пластинка заняла 6-е место в чарте лучших поп-альбомов США. Она была четырежды сертифицирована RIAA платиновым статусом за уровень продаж в 4 000 000 экземпляров.
Работа получила положительные отзывы от музыкальных критиков. В августе 1969 года музыкальный коллектив исполнил песни с альбома на знаменитом фестивале в Вудстоке, позднее он был удостоен премии «Грэмми» в категории «Лучшему новому исполнителю». В 1999 году альбом Crosby, Stills & Nash был введен в Зал славы премии «Грэмми».

## Обложка
На обложке изображены Нэш, Стиллс и Кросби (слева направо) — в порядке, обратном названию альбома. Фотография была сделана их другом и фотографом Генри Дилтцем ещё до того, как они придумали название для группы. Они нашли заброшенный дом со старым потрёпанным диваном, расположенный по адресу 815 Палм-Авеню, Западный Голливуд, напротив автомойки Santa Palm, и решили, что он идеально подойдёт для их образа. Через несколько дней они остановились на названии Crosby, Stills, and Nash. Чтобы избежать путаницы, они вернулись к дому через день или около того, чтобы заново снять обложку в правильном порядке, но когда они пришли туда, то обнаружили, что дом уже снесён.

## Отзывы
Альбом получил положительные отзывы от музыкальных критиков. В современной рецензии критик Rolling Stone Барри Франклин назвал Crosby, Stills & Nash «прекрасно звучащей пластинкой, которую тянет послушать вновь» и «особенно приятной работой», найдя особенно исключительными написание песен и вокальные гармонии. Роберт Кристгау был менее восторжен в The New York Times, написав, что «[Crosby, Stills & Nash] настолько совершенен, насколько можно было ожидать. Но он также демонстрирует опасность совершенства: дикость, которая должна освобождать великий рок, настолько хорошо контролируется, что когда она появляется (как в превосходной „Pre-Road Downs“ Нэша), кажется, что она была вставлена только для того, чтобы доказать, что музыка является роком: единственное исключение — плачущий вокал Кросби в „Long Time Gone“». В своей колонке с краткими отзывами для The Village Voice он в шутку сказал, что этот вокал спасает альбом от «специальной премии кастратов».
В ретроспективном обзоре Джейсон Анкени из AllMusic счёл, что некоторые темы песен «не совсем актуальны», но «гармонии абсолютно вечны, а лучший материал остаётся незыблемым». В 2003 году Rolling Stone поставил Crosby, Stills & Nash на 259-е место в списке 500 величайших альбомов всех времён, а в редакции 2023 года запись поднялась на 161-е место. Альбом был признан номером 83 в рейтинге 1000 лучших альбомов всех времён из книги британского музыковеда Колина Ларкина (2000).
В 1999 году альбом Crosby, Stills & Nash был введен в Зал славы премии «Грэмми».

### Премия «Грэмми»
| Год  | Номинируемая работа            | Категория                                  | Результат | Прим.  |
| ---- | ------------------------------ | ------------------------------------------ | --------- | ------ |
| 1970 | Crosby, Stills & Nash (альбом) | Премия «Грэмми» за лучший альбом года      | Номинация | [ 35 ] |
| 1970 | Crosby, Stills & Nash (группа) | Премия «Грэмми» лучшему новому исполнителю | Победа    | [ 35 ] |

## Список композиций
| №                   | Название                | Автор(ы)            | Ведущий вокал                         | Длительность |
| ------------------- | ----------------------- | ------------------- | ------------------------------------- | ------------ |
| 1.                  | «Suite: Judy Blue Eyes» | Стивен Стиллз       | Стивен Стиллз                         | 7:25         |
| 2.                  | «Marrakesh Express»     | Грэм Нэш            | Грэм Нэш                              | 2:39         |
| 3.                  | «Guinnevere»            | Дэвид Кросби        | Дэвид Кросби, Грэм Нэш                | 4:40         |
| 4.                  | «You Don’t Have to Cry» | Стивен Стиллз       | Стивен Стиллз, Дэвид Кросби, Грэм Нэш | 2:45         |
| 5.                  | «Pre-Road Downs»        | Грэм Нэш            | Грэм Нэш                              | 2:56         |
| Общая длительность: | Общая длительность:     | Общая длительность: | Общая длительность:                   | 20:25        |

| №                   | Название             | Автор(ы)                               | Ведущий вокал                         | Длительность |
| ------------------- | -------------------- | -------------------------------------- | ------------------------------------- | ------------ |
| 1.                  | «Wooden Ships»       | Дэвид Кросби Пол Кантнер Стивен Стиллз | Дэвид Кросби, Стивен Стиллз           | 5:29         |
| 2.                  | «Lady of the Island» | Грэм Нэш                               | Грэм Нэш                              | 2:39         |
| 3.                  | «Helplessly Hoping»  | Стивен Стиллз                          | Стивен Стиллз, Дэвид Кросби, Грэм Нэш | 2:41         |
| 4.                  | «Long Time Gone»     | Дэвид Кросби                           | Дэвид Кросби, Стивен Стиллз           | 4:17         |
| 5.                  | «49 Bye-Byes»        | Стивен Стиллз                          | Стивен Стиллз                         | 5:16         |
| Общая длительность: | Общая длительность:  | Общая длительность:                    | Общая длительность:                   | 20:22        |

| №                   | Название                                   | Автор(ы)            | Ведущий вокал                         | Длительность |
| ------------------- | ------------------------------------------ | ------------------- | ------------------------------------- | ------------ |
| 11.                 | «Do for the Others» (demo)                 | Стивен Стиллз       | Стивен Стиллз, Грэм Нэш               | 2:49         |
| 12.                 | «Song with No Words (Tree with No Leaves)» | Дэвид Кросби        | Дэвид Кросби, Грэм Нэш                | 3:18         |
| 13.                 | «Everybody’s Talkin’»                      | Фред Нил            | Стивен Стиллз, Дэвид Кросби, Грэм Нэш | 3:14         |
| 14.                 | «Teach Your Children» (demo)               | Грэм Нэш            | Грэм Нэш, Дэвид Кросби                | 3:14         |
| Общая длительность: | Общая длительность:                        | Общая длительность: | Общая длительность:                   | 12:35        |

## Участники записи
| Crosby, Stills & Nash: - Дэвид Кросби — вокал; гитара (в песне «Guinnevere»); ритм-гитара (в песнях «Wooden Ships» и «Long Time Gone») - Стивен Стиллз — вокал, гитары, бас, клавишные, перкуссия (в всех песнях, кроме «Guinnevere» и «Lady of the Island») - Грэм Нэш — вокал; ритм-гитара (в песнях «Marrakesh Express» и «Pre-Road Downs»); акустическая гитара (в песне «Lady of the Island») Приглашённые музыканты: - Даллас Тейлор — ударные (в песнях «Pre-Road Downs», «Wooden Ships», «Long Time Gone» и «49 Bye-Byes») - Джим Гордон — ударные (в песне «Marrakesh Express») - Касс Эллиот — бэк-вокал (в песне «Pre-Road Downs») | Технический персонал: - Crosby, Stills & Nash — музыкальный продюсер - Билл Халверсон — звукоинженер - Гари Бёрден — арт-директор, дизайнер - Генри Дилтц — фотограф - Дэвид Геффен — режиссура - Ахмет Эртегюн — духовный наставник - Барри Диамент — мастеринг-инженер (первый выпуск компакт-диска) - Джо Гаствирт — мастеринг-инженер (переиздание компакт-диска 1994 года) - Рэймонд Фой — автор текста для буклета (переиздание 2006 года) |

## Позиции в хит-парадах и сертификации
| Год       | Хит-парад                              | Высшая позиция | Пребывание в чарте |
| --------- | -------------------------------------- | -------------- | ------------------ |
| 1969—1971 | Австралия (Go-Set)                     | 10             | нет данных         |
| 1969—1971 | Великобритания (UK Albums Chart)       | 25             | 5 недель           |
| 1969—1971 | Канада (RPM Albums Chart)              | 2              | 46 недель          |
| 1969—1971 | Нидерланды (Hilversum 3 LP Top 10)     | 2              | 9 недель           |
| 1969—1971 | США (Billboard Best Selling Soul LP’s) | 35             | 4 недели           |
| 1969—1971 | США (Billboard Top LP’s)               | 6              | 90 недель          |
| 1969—1971 | США (Cash Box Top 100 Albums)          | 6              | нет данных         |
| 1969—1971 | США (Record World 100 Top LP’s)        | 5              | нет данных         |
| 1969—1971 | Финляндия (Suomen virallinen lista)    | 7              | 13 недель          |
|           |                                        |                |                    |
| 2019      | Венгрия (Mahasz)                       | 33             | нет данных         |
|           |                                        |                |                    |
| 2020      | Великобритания (Record Store Chart)    | 23             | 5 недель           |
|           |                                        |                |                    |
| 2023      | Великобритания (Album Downloads Chart) | 47             | 1 неделя           |
| 2023      | Великобритания (Albums Sales Chart)    | 52             | 1 неделя           |
| 2023      | Великобритания (Physical Albums Chart) | 63             | 1 неделя           |

| Хит-парад (1969)                        | Позиция |
| --------------------------------------- | ------- |
| США (Billboard Top LP’s)                | 35      |
| США (Cashbox Best Albums of 1969)       | 17      |
| США (Record World Album Awards Winners) | 10      |
| Хит-парад (1970)                        | Позиция |
| США (Billboard Top LP’s)                | 19      |
| США (Cashbox Best Albums of 1970)       | 53      |

| Регион | Сертификация  | Продажи    |
| --- | ------------- | ---------- |
| Австралия (ARIA) | Платиновый    | 70 000^    |
| Великобритания (BPI) | Золотой       | 100 000^   |
| США (RIAA) | 4× Платиновый | 4 000 000^ |
| * Данные о продажах приведены только на основе сертификации. · ^ Данные о тиражах приведены только на основе сертификации. · Данные о продажах + прослушиваниях приведены только на основе сертификации. |               |            |